# GanttProject
GanttProject es un programa de código abierto con licencia GPL escrito en Java con la biblioteca Swing, su objetivo es la administración de proyectos usando el diagrama de Gantt.
Está disponible en sistemas operativos como Windows, Linux y Mac OS X. 
El proyecto comenzó en enero de 2003, en la University de Marne-la-Vallée (Francia) y dirigido por Alexandre Thomas y luego por Dmitry Barashev.

## Características
GanttProject es una aplicación simple, puede considerarse dentro del principio KISS.
Permite crear un diagrama de Gantt para agendar tareas consecutivas o simultáneas y realizar administración de recursos mediante diagramas de carga de recursos.
Sólo puede manejar días, no horas.
No tiene características como flujo de efectivo o control de mensajes y documentos.
Permite realizar diferentes reportes a herramientas como MS Project, HTML, PDF y hojas de cálculo.
Las principales características son:
- Crear jerarquías de tareas y dependencias.
- Elaboración de Diagrama de Gantt.
- Diagrama de carga de recursos.
- Directices, guardar y comparar.
- Generación de Diagrama PERT.
- Reportes en PDF y HTML.
- Importar y exportar a MS Project con archivos en formato MPX (*.mpx) y MSPDI (un formato XML para intercambio de datos desde Microsoft Project 2002)
- Intercambio de datos con hojas de cálculo.
- Grupo de trabajo con WebDAV
- Su formato de archivo is XML
- Manejo de días feriados y vacaciones.
- Disponibilidad en más de 20 idiomas-

## Imágenes

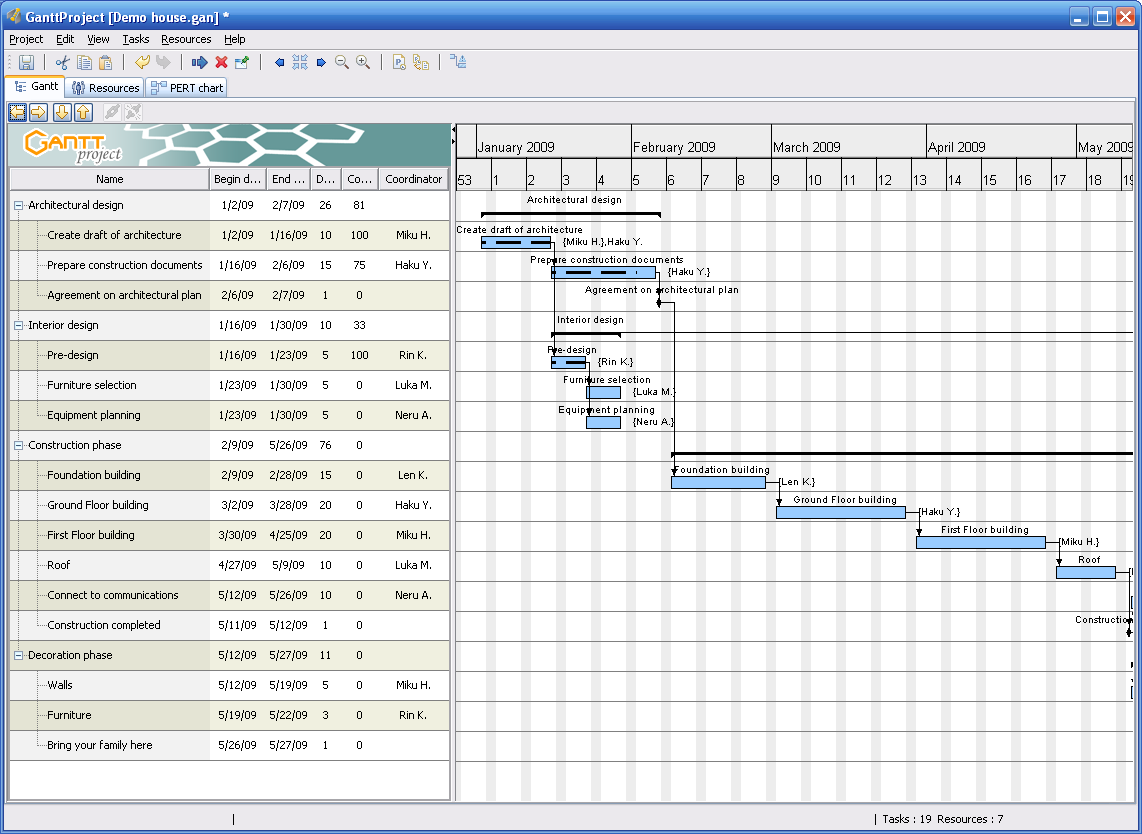
Diagrama de Gantt en GanttProject 2.0.10
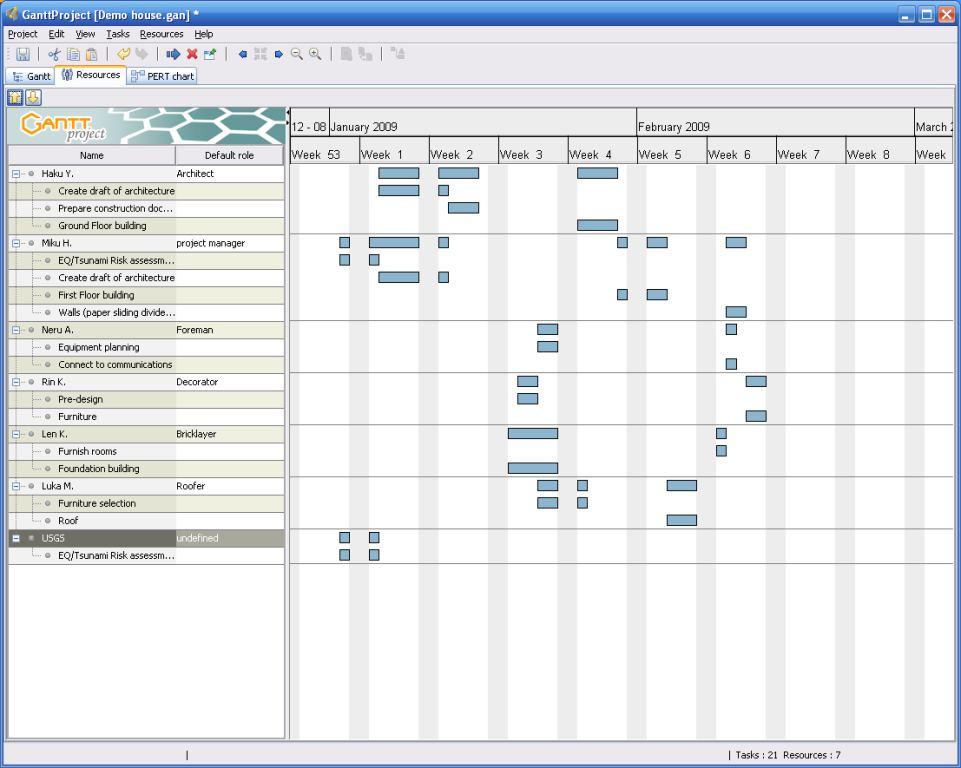
Diagrama de recursos en GanttProject 2.0.10
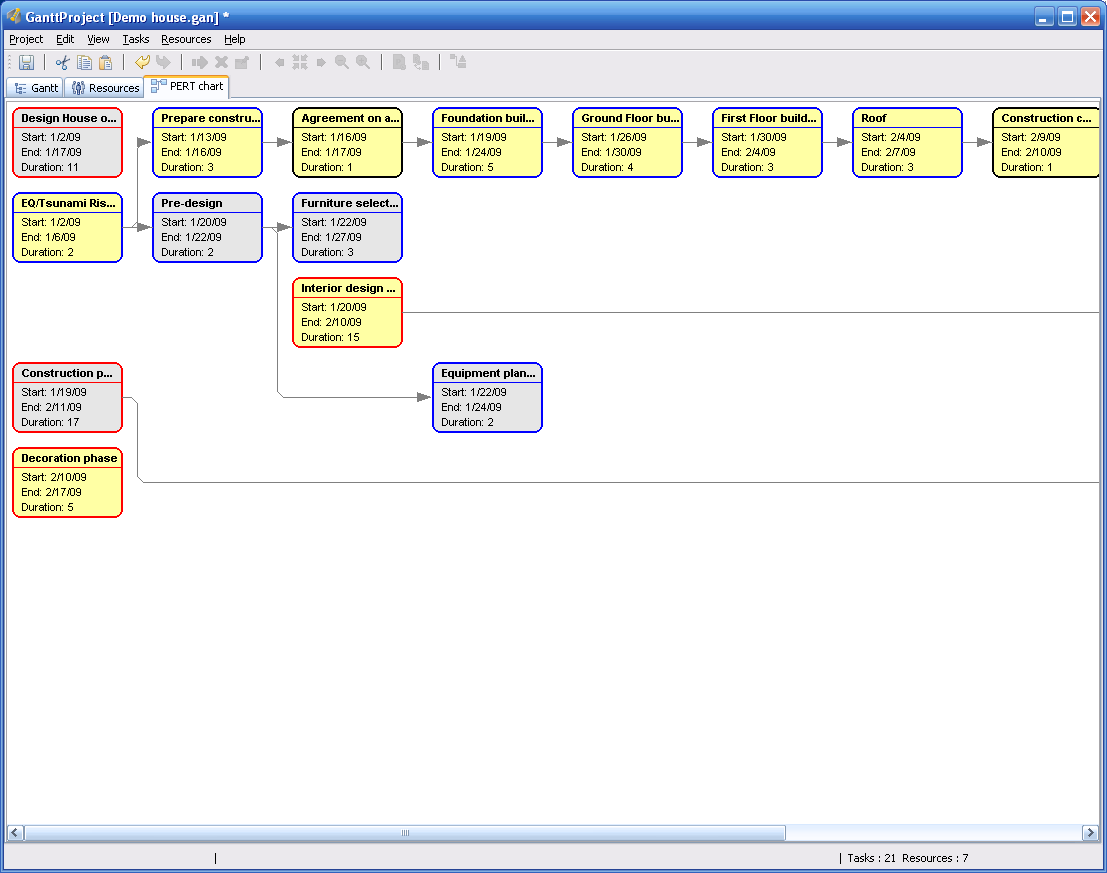
Diagrama de PERT en 2.0.10

## Evaluaciones del programa
- Un número en su mayoría de revisiones positivas en Capterra.[2]
- Cerca de 1500 descargas diarias.
- 3.5/5 estrellas en la calificación data en cnet, frente a 4 de MS Project.[3]